# Sint-Theresia van het Kind Jezuskerk (Boukoul)
De Sint-Theresia van het Kind Jezuskerk is de parochiekerk van Boukoul in de gemeente Roermond, gelegen aan Kerkweg 1.

## Geschiedenis
De kerk is in 1935 gebouwd naar een ontwerp van architect Joseph Franssen. Het ingangsportaal wordt bekroond door een natuurstenen beeld van Sint-Theresia. Kort voor de bevrijding in 1945 werd de toren opgeblazen, waarbij ook het orgel verloren ging. De kerk werd in 1946-1947 in originele staat hersteld. 
Tot het interieur behoren kruiswegstaties die in 1943 werden vervaardigd door Pieter Geraedts en glas-in-loodramen van Joep Nicolas en Max Weiss. Om de ramen van Weiss te kunnen bekostigen werd een 15e-eeuws houtsnijwerk van Arnt van Kalkar verkocht aan het Rijksmuseum Amsterdam, wat tot enige commotie leidde.
Het gebouw geniet bescherming als gemeentelijk monument.

## Gebouw
Franssen ontwierp een bakstenen kruiskerk onder zadeldak in modern-gotische trant. De aangebouwde, vlakopgaande toren wordt door een tentdak gedekt. 